# 吕居永
吕居永（1926年8月—2023年3月7日），山西泽州人，中华人民共和国政治人物。吕居永于1943年加入八路军，1946年加入中国共产党，1949年随长江支队南下进入福建，历任中共福安县委副书记、寿宁县委书记等职，1972年赴圭亚那任水稻专家组组长，回国后先后担任中共连江县委书记、古田县委代书记，宁德地区副专员、地委副书记、地委书记，中共福建省委代表和福建省人大常委等职，1993年退休后仍时常参加政治事务。2023年3月7日病逝于福建福州。

## 生平

### 早年军旅生涯
民国15年（1926年）8月，吕居永出生于山西省晋城县后河村（在今晋城市泽州县南岭镇境内）的一个农民家庭。民国32年（1943年）10月，17岁的吕居永参加了抗日战争时期在山西活动的八路军，隶属于晋城县独立营1连2排5班，并随军活动于太行山区。民国34年（1945年）6月，吕居永作为八路军第386旅20团3营1连的通讯员参加了上党战役，在攻打长治老爷山的战斗中负伤，翌年2月离开军队，回乡任后河村民兵队队长。
民国35年（1946年）9月，吕居永加入中国共产党。民国37年（1948年）3月，吕居永调任李沟村（在今泽州县南岭镇）武装委员会主任，7月升任晋城县第七区武委会干事，负责第二次国共内战期间中国共产党在晋城的支前工作。翌年3月，在中共中央的号召下，吕居永参加中国人民解放军长江支队，南下福建参与新解放区的接管工作。

### 南下福建
1949年8月，吕居永随军抵达福建，被分配到福安专区工作，先后担任中共福安县甘棠区委书记、中国共青团福安专区委员会书记和中共福安县委副书记等职，在接管政权的初期，吕居永参与了中国共产党在地方的建党建政、土地改革以及剿灭土匪及国军残余势力等工作。其后，吕居永被调往寿宁县，任中共寿宁县委副书记兼组织部长，1963年8月升任中共寿宁县委第一书记（相当于今中共寿宁县委书记）。在寿宁任职期间，吕居永在全县的行政村开展了大规模考察，任内实现了将全境的乡级行政区皆通上公路，亦在寿宁境内主持建设了茶园和水电站，一定程度上促进了寿宁县的经济发展。

### 赴圭亚那工作

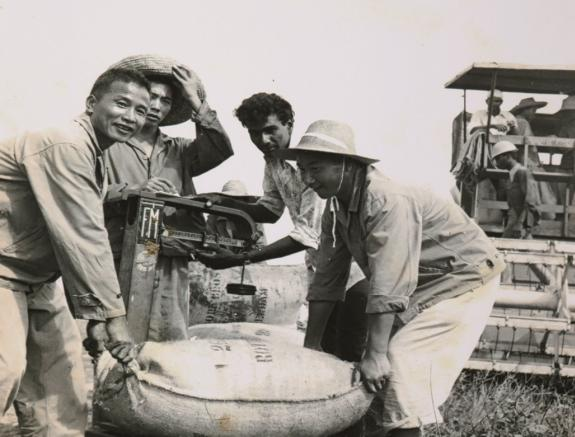
吕居永（右一）在圭亚那

1972年7月，吕居永被中华人民共和国政府委派到甫建交的南美国家圭亚那工作，在当地担任水稻专家组组长，率领中国专家组指导圭亚那农民学习水稻种植技术。吕居永在圭亚那工作的约四年间，当地水稻产量自亩产100余斤提升至亩产300余斤。在援外工作结束前后，吕居永团队受到了圭亚那政府的感谢，以及中华人民共和国国务院的表彰。

### 回到福建任职
在圭亚那的旅外生涯结束后，吕居永回国重新担任公职，1977年11月被委任为中共连江县委书记兼连江县革命委员会主任，1978年还暂代了8个月的中共古田县委书记。在连江县任内，吕居永组织实施了大官坂海堤围垦工程，该工程被认为是当时福建省内最大的围垦工程。1980年，吕居永卸任连江的党政职务，升任宁德地区地委副书记、副专员。
1983年4月，吕居永升任中共宁德地委书记，在任内，吕居永将中国共产党在宁德一带的活动历史进行了整理，经曾志、习仲勋等人向福建省委、中共中央申报、协调后，中共中央重新认定闽东革命根据地为苏区（此前中共中央将中共在闽东的活动区域认定为游击区）。此外，吕居永主持了周宁芹山水电站以及宁德飞鸾岭隧道、三都澳港口等的开发工作。1988年4月，吕居永卸任宁德地委书记，由习近平接任。
离开宁德后，吕居永当选福建省人大常委会委员、农经委主任。1993年12月离休。

### 退休生活
1994年4月，吕居永参与筹建福建省老区建设促进会，先后任福建省老区建设促进会副会长兼秘书长、常务副会长等职。在离休期间，吕居永时常赴闽东山区调研，个人捐献了约18万元人民币用以资助贫困学生。晚年，吕居永还曾任福建省长江支队研究会第一届会长和第二届、第三届名誉会长，致力于填补长江支队及福建省委的历史。2023年3月7日20时37分，吕居永在福建省立医院的ICU病房中去世。

## 家庭

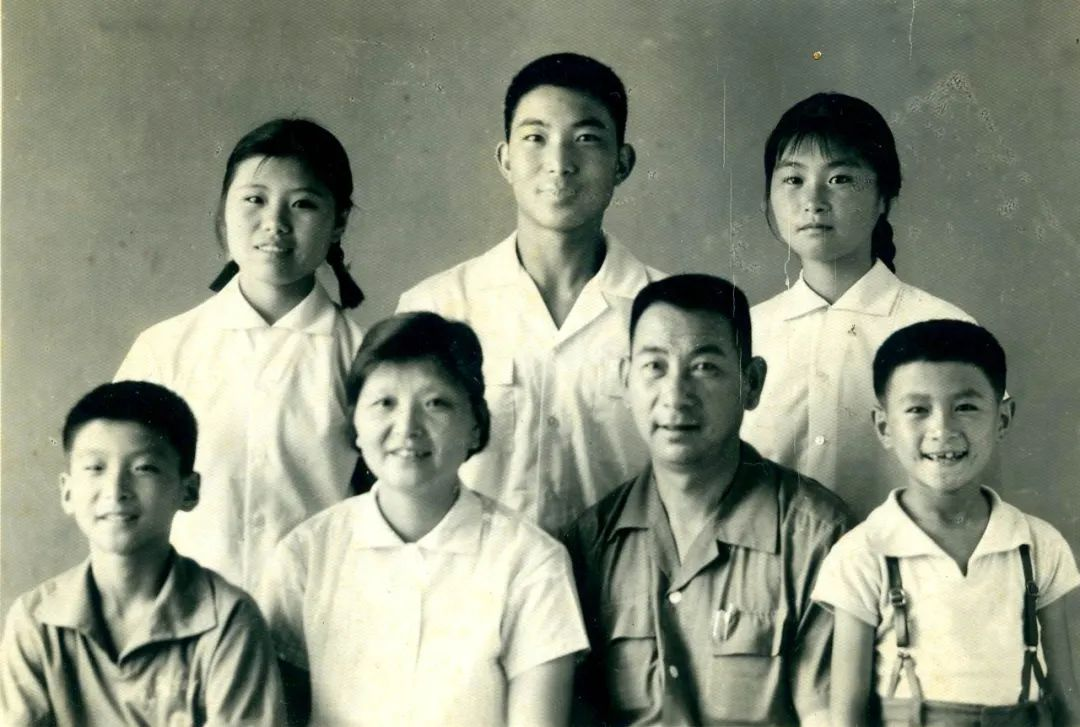
吕居永全家福

吕居永的妻子是黄荔容，1928年出生，早年参加中共组织的地下游击队，退休前是宁德市计划生育办公室主任。两人育有一子吕卫宁，以及女儿吕改秋、吕小梅等。

## 身后
吕居永病危时，交代其子不要搞任何仪式，但在他去世后，他的家人还是在3月9日举行了从简的遗体告别仪式。中共中央总书记习近平、福建省委书记周祖翼、原福建省委领导于伟国等人以及福建省、宁德市的中共党委、政府和政协，中华人民共和国各地的长江支队研究会为吕居永送来了花圈。